# Presidente de la República Italiana
El presidente de la República Italiana (en italiano, Presidente della Repubblica Italiana) es el jefe de Estado de Italia; el cargo tiene el objeto de representar la unidad nacional, más allá de tendencias políticas. Es elegido por el Parlamento en sesión común de sus miembros por un período de siete años.
El actual presidente de la República es Sergio Mattarella, candidato independiente que asumió el cargo el 31 de enero de 2015, elegido al término de la cuarta votación, cuando bastaba solo la mayoría simple. Obtuvo 665 votos, superando ampliamente los 505 necesarios, según el conteo oficial. El 3 de febrero de 2022 fue reelegido con 759 votos favorables, con lo que se convirtió en el segundo presidente con más apoyo tras los 832 votos que logró Sandro Pertini en 1978.

## Funciones

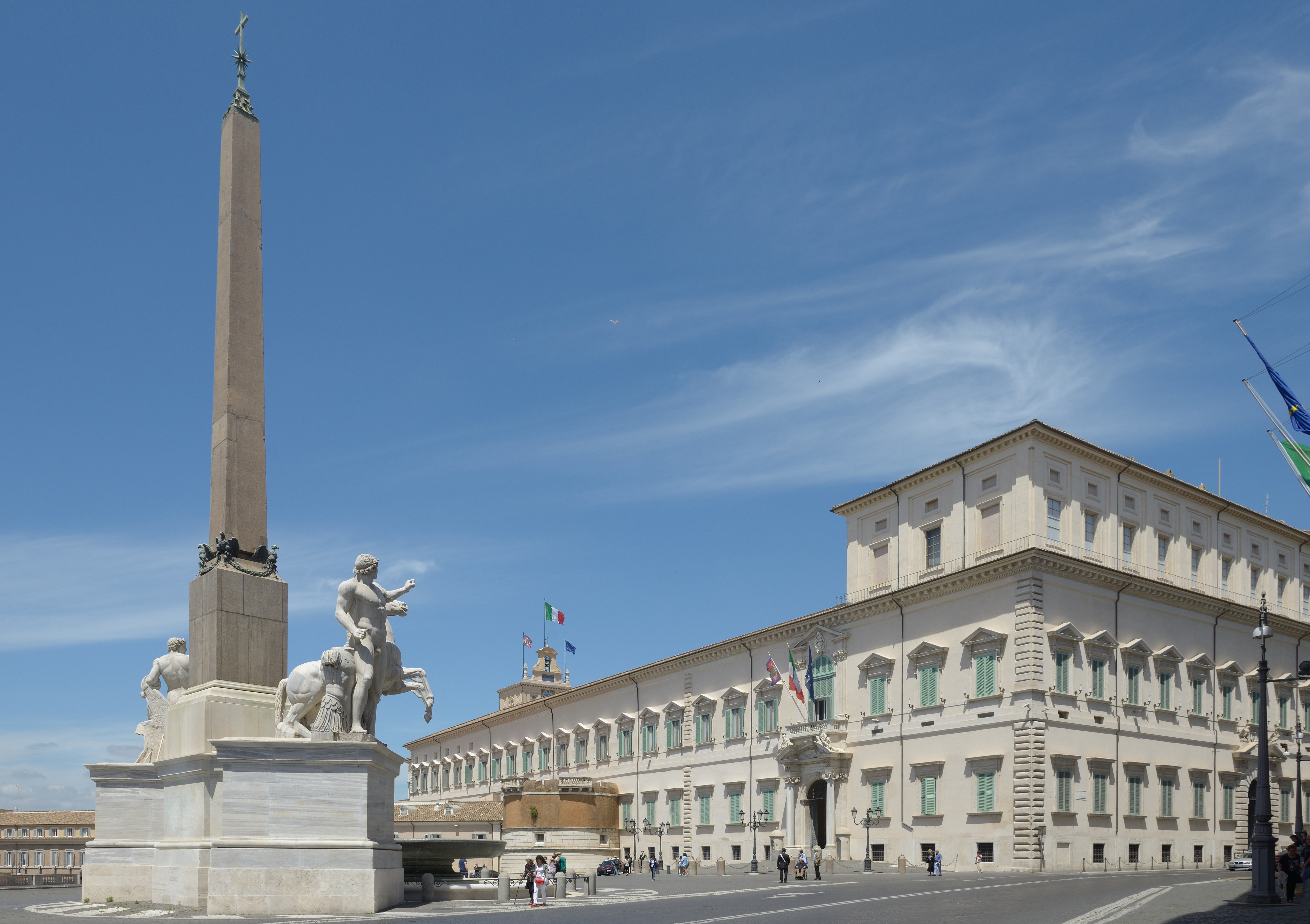
Palazzo Quirinale, residencia del presidente de Italia.

El presidente de la República es el jefe del Estado y representa la unidad nacional.
Otras funciones consisten en:
- Enviar mensajes a las Cámaras.
- Señalar las elecciones de las nuevas Cámaras y la primera reunión de las mismas.
- Autorizar la presentación a las Cámaras de las propuestas de ley de iniciativa gubernamental.
- Promulgar las leyes y dictar los decretos con fuerza de ley y los reglamentos.
- Señalar la fecha del referéndum popular en los casos previstos por la Constitución.
- Nombrar, en los casos indicados por la ley, a los funcionarios del Estado.
- Acreditar y recibir a los representantes diplomáticos y ratificar los tratados internacionales, previa autorización de las Cámaras, cuando sea necesaria.
- Tendrá el mando de todas las Fuerzas Armadas, presidirá el Consejo Supremo de Defensa constituido según la ley y declarará el estado de guerra acordado por las Cámaras.
- Presidirá el Consejo Superior de la Magistratura.
- Podrá conceder indultos y conmutar penas.
- Concederá las distinciones honoríficas de la República.
- El presidente de la República podrá, después de escuchar a los presidentes respectivos, disolver ambas Cámaras o una sola. No podrá, sin embargo, ejercitar esta facultad en los últimos seis meses de su mandato.

En caso de que el presidente de la República no pueda cumplir sus funciones, éstas serán ejercidas por el presidente del Senado.

## Poderes legales
La Constitución determina los deberes y poderes del presidente de la repúbica, incluyendo los siguientes:
1. En relaciones exteriores:
  - Acreditar y recibir funcionarios diplomáticos.
  - Ratificar tratados internacionales con autorización del Parlamento (si se requiere de acuerdo con el artículo 80 de la Constitución).
  - Hacer visitas oficiales al exterior, acompañado por un miembro del gobierno.
  - Declarar estado de guerra cuande sea decidido por el Parlamento.
2. En asuntos parlamentarios:
  - Nombrar senadores vitalicios (que pueden ser hasta cinco en total).
  - Convocar a las Cámaras del Parlamente a sesiones extraordinarias y disolverlas.
  - Convocar a elecciones y determinar la fecha de la primera reunión de las nuevas Cámaras.
3. En asuntos legislativos:
  - Autorizar la presentación de proyectos de ley al Parlamento.
  - Promulgar las leyes aprobadas por el Parlamento.
  - Regresar un proyecto de ley al parlamento (con una explicación) y pedir que se reconsidere (permitido solo una vez por proyecto).
4. En asuntos de soberanía popular.
  - Convocar referendos.
5. En asuntos ejecutivos y en lo que respecta al protocolo oficial.
  - Posesionar al primer ministro de Italia y ministros del gabinete por solicitud del primer ministro.
  - Recibir el juramento del gobierno.
  - Aceptar la renuncia de un gobierno.
  - Promulgar decretos gubernamentales. Sin aprobación adicional del Parlamento, estas medidas expiran tras 60 días.
  - Posesionar ciertos altos funcionarios estatales.
  - Presidir el Consiglio Supremo di Difesa (Consejo Supremo de Defensa) y comandar todas las fuerzas armadas.
  - Decretar la disolución de concejos regionales y la remoción de presidentes de regiones.
6. En asuntos judiciales:
  - Presidir sobre el Consiglio Superiore della Magistratura (Concejo Superior de la Magistratura).
  - Nombrar cinco miembros (un tercio) de la Corte Constitucional de Italia.
  - Ofrecer indultos y conmutaciones de penas.
  - No puede ser castigado por actos relacionados con su oficio a menos que sea culpable de alta traición o violación de la Constitución. (art. 90 de la constitución italiana)
  - Es un crime atacar su honor o prestigio. (art. 278 del código penal italiano)
7. Otros:
  - Conceder honores.

En la práctica, la oficina del presidente tiene escasa autoridad independiente real. La Constitución ordena que casi todos los actos presidenciales deben ser refrendados por el primer ministro o uno de los ministros en tanto la responsabilidad política recae en el gobierno. La mayoría de poderes presidenciales son solo formales y deben ejercerse a través del gobierno, mientras que muchos de los otros son deberes que tiene que cumplir el presidente. Sin embargo, los indultos y conmutaciones de penas han sido reconocidos como poderes autónomos del presidente.
Con todo, el rol del presidente no es completamente ceremonial. Por ejemplo, la capacidad del presidente de enviar de vuelta un proyecto de ley al Parlamento no es tomada a la ligera por los legisladores. Si bien el presidente está en la obligación de promulgar la ley si es aprobada una segunda vez, en la práctica es improbable que los legisladores ignoren sus objeciones a la legislación a menos que la medida sea crítica. Además, los pocos poderes presidenciales se expanden cuando no hay una clara mayoría en el Parlamento. Durante estas épocas, el presidente tiene una libertad importante a la hora de nombrar primeros ministros, como cuando el presidente Scalfaro nombró a Lamberto Dini como primer ministro contra los deseos del saliente primer ministro Silvio Berlusconi, o como cuando el presidente Napolitano nombró a Mario Monti en 2011 y a Enrico Letta en 2013.

Esta libertad se extiende aún más a los nombramientos de gabinetes, como fue el caso en 2018 cuando el presidente Mattarella bloqueó el nombramiento de Paolo Savona al Ministerio de Economía y Finanzas. Mattarella creía que el euroescepticismo de Savona pondría en riesgo las relaciones de Italia con la Unión Europea, tomando la línea de que como guardián de la Constitución, no podía permitir que esto pasara.

Estandarte del presidente de la República italiana.

## Requisitos
El artículo 84 de la constitución establece que 

...podrá ser elegido Presidente de la República todo ciudadano que tenga cincuenta años de edad y goce de los derechos civiles y políticos.

 Asimismo, el cargo de presidente de la República será incompatible con cualquier otro cargo, debiendo cesar en cualquier otro cargo que ostentara en caso de ser elegido presidente.
Si bien la constitución italiana no establece ningún límite temporal para sus jefes de Estado, hasta la reelección de Giorgio Napolitano en 2013 ningún presidente hasta la fecha había optado a un segundo mandato.

## Elección
El presidente de la República es elegido por el Parlamento en una sesión conjunta de la Cámara de Diputados y el Senado. Además, las 20 regiones de Italia aportan 58 representantes, en calidad de electores especiales, de modo que cada región aporta tres electores, salvo Valle de Aosta, que aporta uno.
De acuerdo con la constitución, la elección se desarrolla mediante la emisión del voto secreto de los 630 diputados, 315 senadores y 58 representantes regionales. En la votación se requieren dos tercios a favor de un candidato para su elección; no obstante, si tras tres rondas no se ha elegido un presidente, bastará con alcanzar mayoría absoluta. El nuevo presidente electo toma posesión de su cargo tras jurarlo y pronunciar un discurso.
La elección se celebra en el Palazzo Montecitorio, sede de la Cámara de Diputados, y es presidida por el presidente de dicha cámara.

## Expresidentes vivos
Actualmente no se encuentra ningún expresidente de la República Italiana vivo. El más reciente, Giorgio Napolitano (2006-2015), murió el 22 de septiembre de 2023 a los 98 años.